# Whitecross

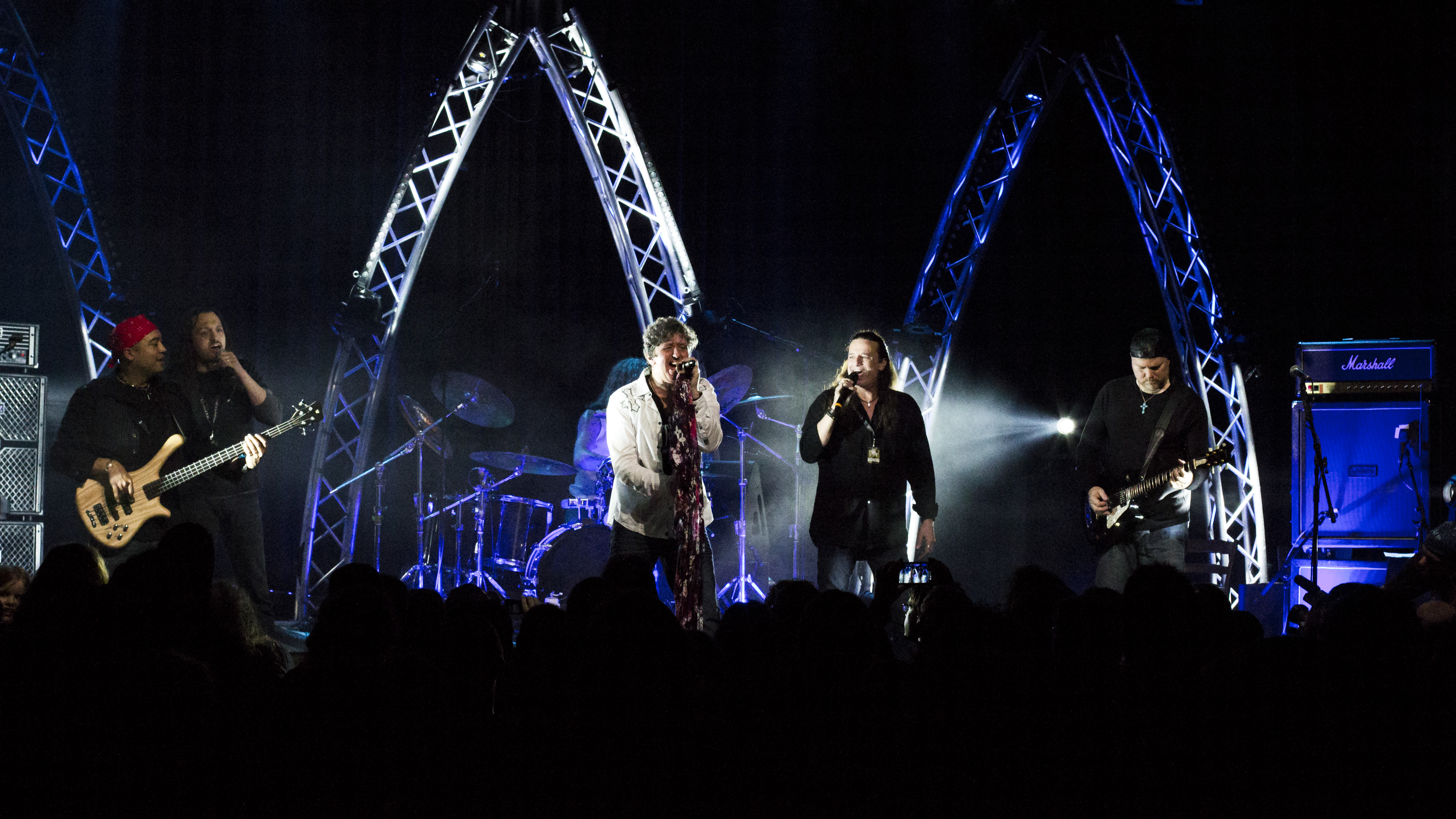
Whitecross in 2013.

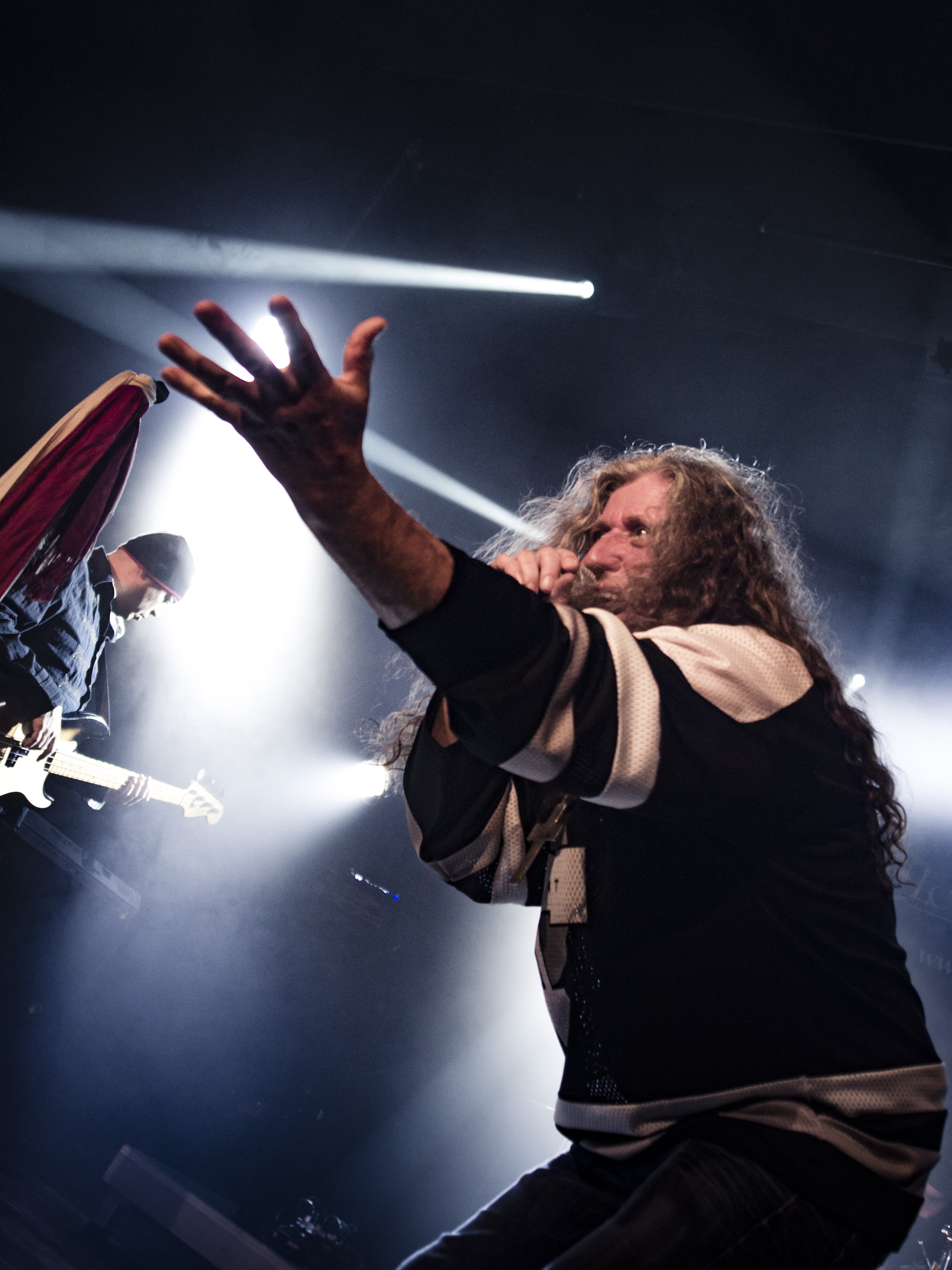
Scott Wenzel, zanger van Whitecross in 2017.

Whitecross is een white metal/gospelband, ontstaan in 1986 in Chicago, Illinois, opgericht door zanger Scott Wenzel en gitarist Rex Carroll.
Whitecross speelt white metal, een stroming in de heavy metal. Sommige nummers zijn iets milder (gospel/rock) en het rapnummer "Holy War" is vrij bekend onder de fans van white metal. Andere bekende nummers zijn "In The Kingdom" van het gelijknamige album "In the Kingdom" en "Take It To The Limit", van het album "Hammer And Nail".
Whitecross was vooral succesvol eind jaren 80 en in het begin van de jaren 90 toen ze definitief doorbraken met het album en de titelsong "In The Kingdom" (1991). Whitecross is sinds 2000 regelmatig terug voor optredens en in 2005 verscheen er een nieuw studioalbum "Nineteen Eighty Seven", waarop Whitecross nummers van de eerste ep en het debuutalbum uit 1987 dat alleen wat matig geproduceerd was, opnieuw heeft opgenomen in een nieuwe moderne productie, zonder het originele geluid te verliezen.
Op 17 september 2010 trad Whitecross na jaren weer op in Nederland, in Tivoli in Utrecht, de dag voor het "Legends of Rockfestival", net over de grens in Duitsland, waar Whitecross op 18 september 2010 de hoofdact en afsluiter van het Festival was.

## Bandleden
- Scott Wenzel: zanger
- Rex Carroll: gitarist
- Mike Feighan: drummer
- Bennie Ramos: bassist

## Voormalige bandleden
- Scott Harper: basgitaar en zang
- Tracy Ferrie: basgitaar
- Jon Sproule: basgitaar
- Brent Denny: basgitaar
- Troy Stone: drums
- Mark Hedl: drums
- Quintonn Gibson: gitaar
- Barry Graul: gitaar

## Discografie, albums
- "Whitecross"                        (1987)      (naamloos debuutalbum)
- "Hammer and Nail"                   (1988)
- "Thriumphant Return"                (1989/1990) (releasejaar afhankelijk per land)
- "In the Kingdom"                (1991)      (begin 1991)
- "High Gear"                         (1992)
- "Unveiled"                          (1994)
- "Equilibrium"                       (1995)
- "Flytrap"                           (1996)
- "Nineteen Eighty Seven                (2005)

## Verzamelalbums
- "At Their Best"                     (1991)
- "To The Limit, the best off"        (1993)
- "By Demand"                         (1995)
- "One more Encore"                   (1998)
- "Mega 3 collection"                 (2005)      (3-delig verzamelalbum)
- "The Very Best of"                  (2006)
- "Their Classic Hits"                (2009)